# Саймо, Сильви
Си́льви Ри́йтта Са́ймо (фин. Sylvi Riitta Saimo; в девичестве Сикиё (фин. Sikiö); 12 ноября 1914, Рускеала — 12 марта 2004, Лаукаа) — финская гребчиха-байдарочница, выступала за сборную Финляндии в конце 1940-х — начале 1950-х годов. Участница двух летних Олимпийских игр, чемпионка Олимпийских игр в Хельсинки, двукратная чемпионка мира, победительница многих регат национального и международного значения. Также известна как политический деятель.

## Биография
Сильви Сикиё родилась 12 ноября 1914 года в посёлке Рускеалае Олонецкой губернии Российской империи. Её родители Йоханнес Сикиё и Хильда Ханнонен были фермерами, уже в детском возрасте она помогала им при проведении сельскохозяйственных работ. С ранних лет увлеклась спортом, серьёзно занималась спортивным ориентированием, лыжными гонками, лёгкой атлетикой, однако в конечном счёте перешла в греблю на байдарках и каноэ.
Первого серьёзного успеха на взрослом международном уровне добилась в сезоне 1948 года, когда попала в основной состав финской национальной сборной и благодаря череде удачных выступлений удостоилась права защищать честь страны на летних Олимпийских играх в Лондоне. Стартовала здесь в зачёте одиночных байдарок на дистанции 500 метров, квалифицировалась на предварительном этапе со второго места, тогда как в решающем заезде заняла шестое место, уступив победившей датчанке Карен Хофф более шести секунд.
После лондонской Олимпиады Саймо осталась в основном составе гребной команды Финляндии и продолжила принимать участие в крупнейших международных регатах. Так, в 1950 году она побывала на чемпионате мира в Копенгагене, где одержала победу в обоих женских дисциплинах: на пятистах метрах в одиночках и в двойках вместе с напарницей Гретой Грёнхольм.

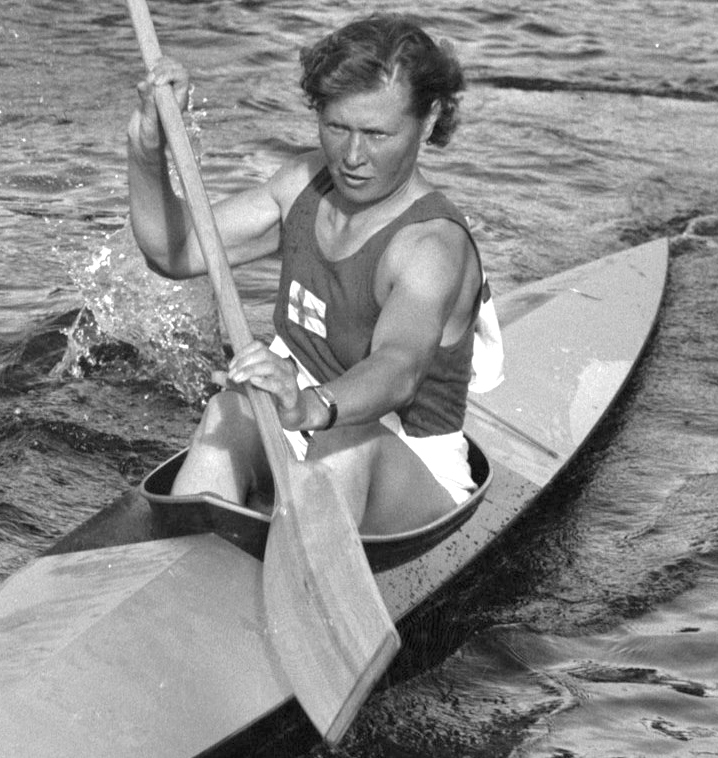
Сильви Саймо в своей байдарке на Олимпийских играх 1952 года

Будучи в числе лидеров финской национальной сборной, Сильви Саймо благополучно прошла квалификацию на домашние Олимпийские игры 1952 года в Хельсинки — на сей раз отобралась в предварительном заезде с первого места и в финале обогнала всех своих соперниц, завоевав тем самым золотую олимпийскую медаль. Примечательно, что впоследствии финским женщинам 44 года не удавалось выиграть золото Олимпийских игр, следующей финской олимпийской чемпионкой стала легкоатлетка Хели Рантанен, победившая на Олимпиаде 1996 года в Атланте. По итогам сезона Саймо была признана лучшей спортсменкой Финляндии.
Завершив карьеру профессиональной спортсменки, занималась политикой, в период 1966—1978 годов избиралась в парламент от партии Финляндский центр. Принимала активное участие в региональной политике.
Умерла 12 марта 2004 года в общине Лаукаа в возрасте 89 лет.